# Hiéroglyphe égyptien G45
Pour les articles homonymes, voir Poussin.
Le poussin de caille et bras en hiéroglyphes égyptiens, est classifié dans la section G « Oiseaux » de la liste de Gardiner ; il y est noté G45.

## Représentation
Il représente la combinaison en monogramme d'un poussin de caille des blés (Coturnix coturnix) (hiéroglyphe G43) et d'un bras (hiéroglyphe D36). Il est translittéré wˁ.

## Utilisation
C'est un phonogramme bilitère de valeur wˁ (G43 w et D36 ˁ).